# Skáldskaparmál
Skáldskaparmál (Linguagem da poesia) é a segunda parte da Edda em prosa de Snorri Sturluson, um diálogo entre o deus nórdico do mar, Ægir e Bragi, deus da poesia. Nele, são discutidos tanto a mitologia nórdica quanto a natureza da poesia. São descritas as origens de diversas kennings, e Bragi prove uma lista sistemática delas para várias pessoas, lugares e outras coisas. Bragi também discute a linguagem poética em detalhes, em particular o heiti.